# عمدون
زهرة مدين إحدى مدن الجمهورية التونسية، تقع في ولاية باجة، وهي مركز معتمدية عمدون.

### مواضيع ذات علاقة
- ولاية باجة.